# Asplenium foresiacum x trichomanes
Asplenium foresiacum x trichomanes là một loài dương xỉ trong họ Aspleniaceae. Loài này được Litard. mô tả khoa học đầu tiên năm 1910.
Danh pháp khoa học của loài này chưa được làm sáng tỏ. 